# Polska Partia Robotnicza
Det polske arbejderparti (polsk: Polska Partia Robotnicza, PPR) var det kommunistiske parti i Polen fra 1942 til 1948.
I 1948 blev det slået sammen ved tvang med det socialistiske parti PPS, og det nye kommunistparti Polsk Forenet Arbejderparti blev dannet.
| Politisk parti | Spire Denne artikel om et politisk parti eller gruppe er en spire som bør udbygges. Du er velkommen til at hjælpe Wikipedia ved at udvide den. |